# جونگ مان شیک
جونگ مان شیک (کره‌ای: 정만식؛ زادهٔ ۱۱ دسامبر ۱۹۷۴) بازیگر اهل کره جنوبی است. او در مجموعه‌های تلویزیونی بزرگترین عشق، پادشاه دو دل، مرد عاشق، می‌توانم صدایت را بشنوم و بی‌خانمان ایفای نقش کرده‌است.